# Flughafen Kruger Mpumalanga International

i7
i11
i13
Der Kruger Mpumalanga International Airport (auch Mbombela oder Nelspruit, abgekürzt KMIA, IATA-Code: MQP, ICAO-Code: FAKN) ist ein Flughafen nordöstlich der Stadt Mbombela in der südafrikanischen Provinz Mpumalanga. Der Flughafen liegt in der Metropolgemeinde City of Mbombela Municipality.
Der Flughafen wird von der Primkop Airport Management (Pty) Ltd betrieben und ist, neben dem Lanseria International Airport, der einzige privat unterhaltene internationale Flughafen Südafrikas.
Der Flughafen dient hauptsächlich für Besucher des Kruger-Nationalparks, der nur etwa 30 Minuten Autofahrt entfernt liegt, und wird deswegen auch oft als Kruger Airport bezeichnet.

## Infrastruktur
Das nach afrikanischem Thema unter einem Strohdach errichtete Flughafenterminal verfügt über eine Gesamtnutzfläche von 7350 Quadratmetern. Damit ist dieses das weltweit größte seiner Art.

## Fluggesellschaften und Ziele
Airlink bietet Flüge zu nationalen und internationalen Zielen an, Federal Air nur zu nationalen Zielen. Eurowings Discover will 3 mal wöchentlich den Flughafen vom 15. November 2022 bis zum 25. März 2023 von Frankfurt am Main via Windhoek (Namibia) anfliegen.[veraltet]